# میرا جسم میری مرضی
میرا جسم میری مرضی (اردو: میرا جسم میری مرضی ; ت.ت. 'My body, my choice' بدن من، انتخاب من ') شعاری است که توسط فمینیست‌ها در پاکستان برای خواستار خودمختاری بدنی و اعتراض به خشونت مبتنی بر جنسیت استفاده می‌شود.
این شعار در راهپیمایی اورات در پاکستان که از سال ۲۰۱۸ در روز جهانی زن برگزار می‌شود، رایج شد.

## منشأ و پیشینه
«وقتی می‌گویم مرا جیسم مری مرزی،
منظورم این نیست که می‌خواهم لباس‌هایم را در بیاورم و برهنه بدوم!
من به شما اجازه می دهم به آن خیره شوید یا آن را لمس کنید یا نه.
یعنی اگر رعایت نکنید می توانم شما را گزارش کنم.
یعنی اگر مرا مورد آزار و اذیت قرار دهید می توانم علیه شما اقدام کنم
زیرا حقی بر بدن من ندارید.»

این شعار اولین بار در پاکستان در راهپیمایی اورات ۲۰۱۸ سر داده شد. تظاهرکنندگان و سازمان دهندگان تابلوهایی با شعارهای مختلف از جمله «میرا جسم میری مرضی» حمل می‌کردند.
این راهپیمایی مورد انتقاد شدید محافظه کاران قرار گرفت و آنها گفتند که این راهپیمایی با ارزش‌های مذهبی و فرهنگی معمولی جامعه پاکستان که مردسالار و عمدتاً مسلمان هستند مخالف است. این محافظه کاران گفتند که این شعار دعوت به ابتذال و برهنگی است. با این حال، فمینیست‌ها گفتند که این شعار را باید به معنای وسیع تری تفسیر کرد: آنها به سوء استفاده و آزار اعتراض داشتند. به‌طور خاص، آنها از این شعار استفاده می‌کنند زیرا معتقدند که زنان نباید برخلاف میل آنها مورد لمس یا تعقیب جنسی قرار گیرند. به گفته محمد انور نسار، این شعار نمادین است، نه تحت اللفظی. این بیان بر خشونت ساختاری، بی عدالتی و نابرابری اعمال شده بر زنان پاکستانی تأکید دارد. فمینیست‌های پاکستانی با استفاده از این شعار به قتل‌های ناموسی، اسیدپاشی، آزار و اذیت در اماکن و ادارات عمومی، تجاوز جنسی به کودکان، بارداری اجباری، ختنه زنان، ازدواج‌های اجباری کودکان، رسوم واهی و خشونت خانگی اعتراض می‌کنند. این شعار همچنین خواهان جهانی عادلانه و بدون تبعیض جنسی است.
زینب نجیب، خبرنگار به مخالفان این شعار توصیه می‌کند که این زبان را اشتباه تفسیر نکنند. مخالفان محافظه کار گفته‌اند که این شعار حمایت از فحشا و حمله به اخلاق است. نجیب مخالف است. او معتقد است که زنان انسان هستند و به عنوان انسان باید استقلال بدنی داشته باشند. او استدلال می‌کند که هم قانون اساسی و هم متون اسلامی زن را به عنوان انسان می‌شناسند، بنابراین هیچ تناقضی بین شعار و جامعه دینی وجود ندارد. نجیب تأکید می‌کند که Mera Jism Meri Marzi اعلامیه استقلال زنان است: این شعار از حق یک زن برای پوشیدن هر طور که می‌خواهد، دریافت کمک پزشکی بدون ترس از تابوهای اجتماعی، به عنوان یک انسان و نه یک «قطعه گوشت» دفاع می‌کند. شریک انتخاب کند یا اصلاً شریک نداشته باشد و از آزار و اذیت محافظت کند.

## استفاده
این شعار اولین بار در پاکستان در راهپیمایی اورات در سال ۲۰۱۸ استفاده شد در طول مارس Aurat 2019 دوباره مورد استفاده قرار گرفت. این موضوع به شدت در رسانه‌های پاکستان و در شبکه‌های اجتماعی مورد بحث قرار گرفته‌است. شعار Mera Jism Meri Marzi در بیشتر موارد به دلیل عدم انطباق با هنجارهای اجتماعی مورد انتقاد قرار گرفته‌است. فمینیست‌ها این شعار را با هشتگ #MeraJismMeriMarzi در پلتفرم‌های رسانه‌های اجتماعی تبلیغ می‌کنند. مخالفان این شعار از هشتگ #مراجیسم مریمرزی را رد می‌کنیم استفاده می‌کنند.

## تغییرات
شعار Mera Jism Meri Marzi به شعارهای جدیدی منجر شده‌است. در طول راهپیمایی اورات ۲۰۲۰، بسیاری از معترضان از شعارهایی با معانی مشابه استفاده کردند، مانند:
- Meri Zindagi Meri Marzi (میری زندگی میری مرضی; ت.ت. 'My life, my choice')
- Meri Zindagi Mere Faisalay (میری زندگی میری فیصلی; ت.ت. 'My life, my decisions')
- Meri Zindagi Mera Ikhtiyar (میری زندگی میرا اختیار; ت.ت. 'My life, my discretion')
- Mera Mazhab Meri Marzi (میرا مذهب میری مرضی; ت.ت. 'My religion, my choice')
- Mera Wajood Meri Marzi (میرا وجود میری مرضی; ت.ت. 'My existence, My choice')
- Mera Poster Tumhari Marzi? (میرا پوسٹر تمهاری مرضی؟; ت.ت. 'My poster, your choice?')

## انتقاد
راست مذهبی از Mera Jism Meri Marzi و شعارهای دیگر، از جمله شعارهایی که در بالا ذکر شد، انتقاد کرد، زیرا معتقد بودند این شعارها برخلاف ارزش‌های سنتی است. روحانیون این شعار را ناپسند و هیئت شورای ملی آن را «غیر اخلاقی» خواندند. همچنین به دلیل عدم رسیدگی به مسائل واقعی که زنان در پاکستان با آن مواجه هستند، مورد انتقاد قرار گرفت. مری جیسم مری مرزی به‌طور گسترده در شبکه‌های اجتماعی مورد بحث قرار گرفت و بسیاری از محافظه کاران کمپین‌هایی را علیه آن آغاز کردند. این یک ابزار اصلی در دعواهای آنلاین شد، هم لیبرال‌ها و هم محافظه کاران از این شعار برای دفاع از عقاید خود یا تحقیر دیگران استفاده می‌کردند. این شعار در رسانه ملی نیز مورد بحث قرار گرفت و فعالان حقوق زنان آن را تضمین کردند و روحانیون آن را غیراسلامی خواندند. فمینیست‌ها از این شعار دفاع کردند و به قتل ناموسی در فوریه ۲۰۲۰ اشاره کردند که در آن دو برادر خواهر و فرزندش را پس از ازدواج خواهر با فردی به انتخاب خود کشتند. فمینیست‌ها این قتل را حمله ای به استقلال بدنی خواهر می‌دانستند.

## جنجال‌ها
خلیل الرحمن قمر نویسنده در یک برنامه گفتگو در نئو نیوز ظاهر شد. در حین مناظره، مروی سیرمد، فعال فمینیستی با سر دادن شعار «Mera Jism Meri Marzi» صحبت او را قطع کرد. او با اظهارات و اظهار نظرهای جنسی در مورد بدن او تلافی کرد که باعث شد برخی او را تحریم کنند. او قبلاً به دلیل برخی از اظهاراتش در درام خود Meray Paas Tum Ho مورد انتقاد قرار گرفته بود که به عنوان زن ستیز تعبیر می‌شد. با این حال، بسیاری از مردم در شبکه‌های اجتماعی از خلیل الرحمن قمر دفاع کرده و از اظهارات وی حمایت کردند.
با توجه به بحث‌های جاری در مورد Mera Jism Meri Marzi، سازمان تنظیم مقررات رسانه‌های الکترونیکی پاکستان (PEMRA) توصیه ای را منتشر کرد که رسانه‌ها را از پخش این شعار محدود می‌کند.
پرونده ای در دادگاه عالی لاهور برای جلوگیری از راهپیمایی اورات تشکیل شد و برخی از شعارهای فمینیستی مانند Mera Jism Meri Marzi در طول جلسه مورد بحث قرار گرفت. اما دادگاه به شرط عدم استفاده از شعارهای تبعیض آمیز و غیراخلاقی، راهپیمایی را مجاز دانست. پرونده دیگری نیز برای توقف راهپیمایی اورات در دادگاه عالی اسلام‌آباد تشکیل شد. دادگاه از خواهان سؤال کرد که چگونه این شعارها غیراسلامی است و دادخواست را رد کرد.